# 泰吕
泰吕（法語：Thélus，法語發音：[tely]）是法国上法蘭西大區加来海峡省的一个市镇，属于阿拉斯区。

## 地理
泰吕（50°21'18"N, 2°48'2"E）面积8.99 平方千米，位于法国上法蘭西大區加来海峡省，该省份为法国北部沿海省份，西北濒北海，南至索姆省，东临北部省。
与泰吕接壤的市镇（或旧市镇、城区）包括：维米、巴约勒锡尔贝图、法尔比、讷维尔圣瓦、罗克兰库尔。

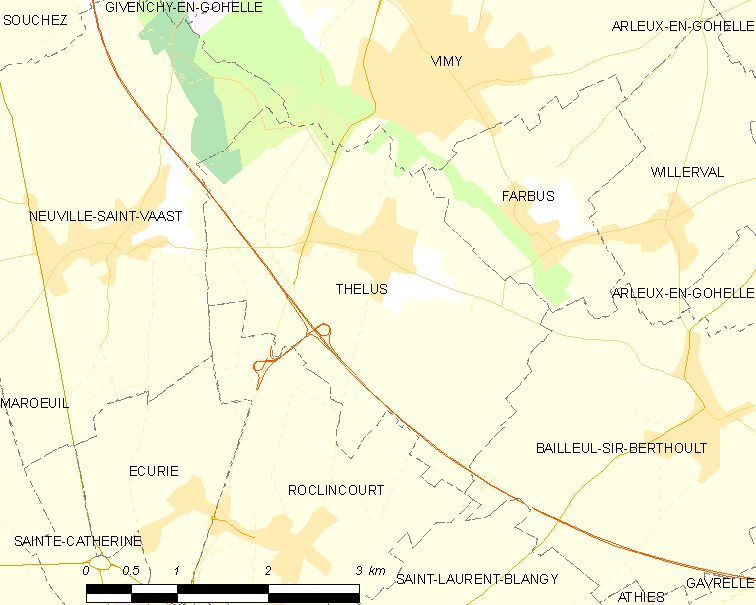
泰吕的OSM定位图

泰吕的时区为UTC+01:00、UTC+02:00（夏令时）。

## 行政
泰吕的邮政编码为62580，INSEE市镇编码为62810。

## 政治
泰吕所属的省级选区为阿拉斯第二县。

## 人口

1962-2008年间泰吕人口变化图示

泰吕于2022年1月1日时的人口数量为1303人。